# Rodolfo Crespi
Il conte Rodolfo Enrico Crespi (Busto Arsizio, 30 marzo 1874 – San Paolo, 27 gennaio 1939) è stato un imprenditore italiano emigrato a San Paolo, dove costituì uno dei più grandi gruppi industriali del Brasile nella prima metà del XX secolo.
Fu l'ottavo dei nove figli di Amalia e Stefano "Follia" Crespi; quest'ultimo morì, a 79 anni e non era imparentato con Benigno "Tengitt" Crespi, capostipite di un altro ramo omonimo, i cui discendenti (fra cui Cristoforo Benigno Crespi) condussero la medesima attività negli opifici di: Vaprio d'Adda, Vigevano, Ghemme, Baveno, Verona e Crespi d'Adda.
Fu sposato con Marina Regoli con la quale ebbe quattro figli: Renata Crespi (1897-1981), conte Adriano Crespi (1899-1969), Dino Crespi (1900-1929) e Raul Rolando Crespi (1909-1980).

## I primi anni e la migrazione in Brasile
È possibile che il padre iniziò la sua carriera lavorativa collaborando presso i vari stabilimenti tessili a Busto Arsizio; presumibilmente anche Rodolfo ed i fratelli cominciarono allo stesso modo.
In seguito, incoraggiato dal connazionale Enrico dell'Acqua, emigrò insieme a lui in Sudamerica nel 1893, dove si affermò nell'industria tessile a Mooca, un quartiere di San Paolo del Brasile. La sua industria, successivamente ribattezzata Cotonificio Rodolfo Crespi, si collocava in un grande edificio a tre piani collocato all'incrocio tra rua dos Trilhos e rua Taquari, dove oggi sorge un negozio della catena Hipermercados Extra.

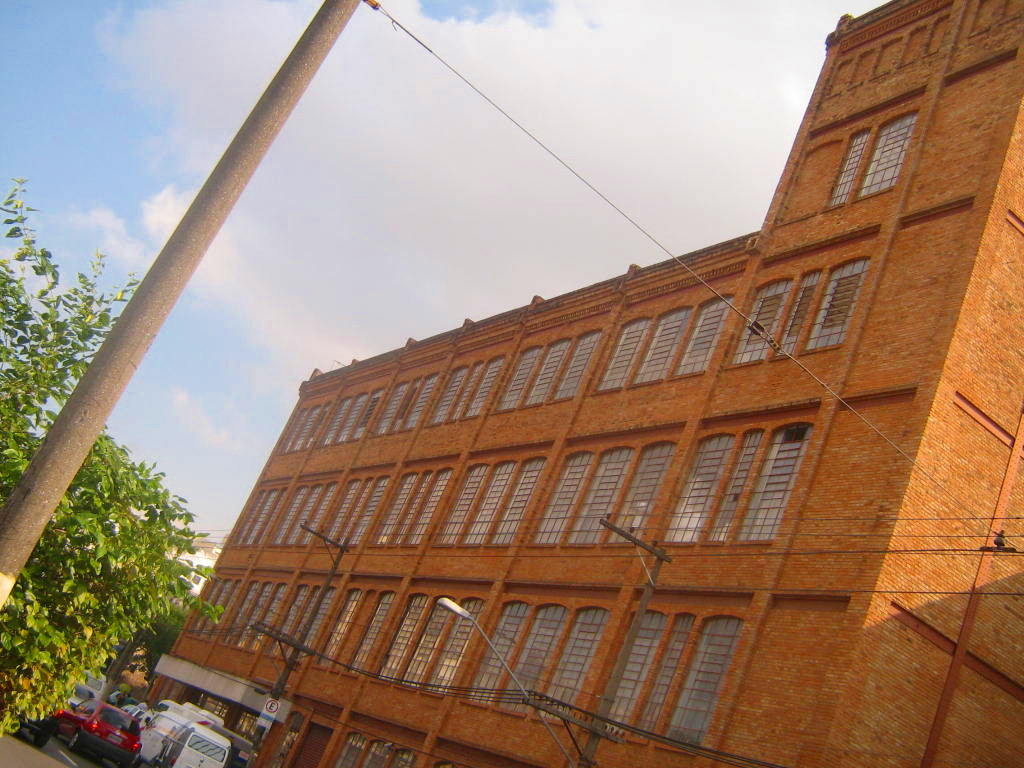
L'ex Cotonificio Rodolfo Crespi a Mooca.

Con la fondazione del Cotonificio Rodolfo Crespi, Crespi fu il proprietario del primo stabilimento per la filatura industriale del cotone in Brasile. 
I dipendenti ed i dirigenti del Cotonificio diedero vita, nel 1924 al Clube Atlético Juventus, squadra di calcio di San Paolo che prese tale nome come omaggio alla passione di Crespi per la Juventus FC: lo stadio nel quale gioca la squadra brasiliana, il Conde Rodolfo Crespi, venne intitolato a Rodolfo Crespi, il quale fu anche nominato presidente onorario del club.
Rodolfo Crespi fu anche fondatore della Banca Italiana di San Paolo, diventata successivamente Banca francese e italiana per l'America del Sud ed in seguito, quando non fu più sotto il controllo della famiglia Crespi, Banco Sudameris.
Rodolfo assunse anche la carica di presidente del Circolo Italiano di San Paolo dal 1928 al 1930. Nel 1911 fu tra i fondatori dell’Istituto Medio Dante Alighieri, in parte finanziato dal Governo italiano.
Fondò Il Piccolo, quotidiano in lingua italiana in sintonia con il regime fascista letto da moltissimi immigrati italiani in tutta la città di San Paolo nella prima metà del XX secolo. 
Il Cotonificio Crespi rimase in attività fino al 1963. Per il suo impegno da imprenditore, Crespi ricevette dal Governo Italiano l'onorificenza di Cavaliere del Lavoro nel 1907, mentre nel 1928 ricevette il titolo di conte.
Morì nel 1939 e venne sepolto a San Paolo nel Cimitero della Consolazione.